# Giovanni Ambrogio Mazenta
Giovanni Ambrogio Mazenta (Milán, 1565- Roma, 23 de diciembre de 1635) fue un clérigo y arquitecto italiano, perteneciente a la congregación de los  Padres Barnabitas. Proyectó y colaboró en las obras de numerosos edificios religiosos, civiles y militares.
Nació en el seno de una rica familia milanesa. Ingresó en la congregación de los barnabitas en 1591, cuando tenía veintiséis años. Como arquitecto, trabajó en toda Italia. Algunos de los edificios más importantes en los que intervino fueron la iglesia del Santo Salvador de Bolonia (que se encargó de completar), el diseño de la iglesia de San Pablo de Bolonia y de la propia catedral de San Pedro de Bolonia. En Nápoles diseñó la iglesia de Santa Catalina della Spina Corona y la iglesia de San Carlo alle Mortelle.